# فلیشا تانگ
فلیشا تانگ (انگلیسی: Felicia Tang؛ زاده ۲۲ اکتبر ۱۹۷۷ درگذشته ۱۱ سپتامبر ۲۰۰۹) یک مانکن اهل ایالات متحده آمریکا در تلویزیون پلی‌بوی بود.